# إيفلين وارد
إيفلين وارد (بالإنجليزية: Evelyn Ward)‏ (و. 1923 – 2012 م) هي ممثلة، وممثلة مسرحية، وممثلة تلفزيونية، من الولايات المتحدة الأمريكية، ولدت في ويست أورنج، توفيت في لوس أنجلوس، عن عمر يناهز 89 عاماً.

## وصلات خارجية
- إيفلين وارد على موقع IMDb (الإنجليزية)
- إيفلين وارد على موقع أول موفي (الإنجليزية)
- إيفلين وارد على موقع قاعدة بيانات برودواي على الإنترنت (الإنجليزية)